# Podul de la Müngsten
Podul de la Müngsten (germană Müngstener Brücke), în trecut Podul Împăratul Wilhelm, este cel mai înalt pod de cale ferată din Germania. El traversează râul Wupper în apropiere de localitatea Müngsten, la granița dintre orașele Wuppertal, Solingen și Remscheid. Podul este o construcție metalică, ridicat sub conducerea lui Anton von Rieppel, între anii 1894 - 1897. Are o greutate de 5000 de tone, o lungime de 465 m și o înălțime de 107 m, distanța dintre pilieri fiind de 170 m. Podul de la Müngsten a costat 2.646.386,25 mărci germane, el a fost construit în cinstea împăratului Wilhelm I al Germaniei fiind vizitat în anul 1899 de fiul său Wilhelm II al Germaniei.